# Ambasadorowie Szwecji w Niemczech
Przed zjednoczeniem Niemiec w 1870 roku Szwecja wysyłała swych ambasadorów i posłów do poszczególnych państw i państewek niemieckich. Starano się to czynić regularnie, ponieważ Szwecja, będąca z racji posiadania niemieckiego Pomorza (aż do początków XIX wieku)  państwem wysyłającym przedstawicieli na sejmy Rzeszy, była zaangażowana w sprawy niemieckie, a dla tzw. kolegium protestanckiego uchodziła za "obrońcę protestantyzmu".

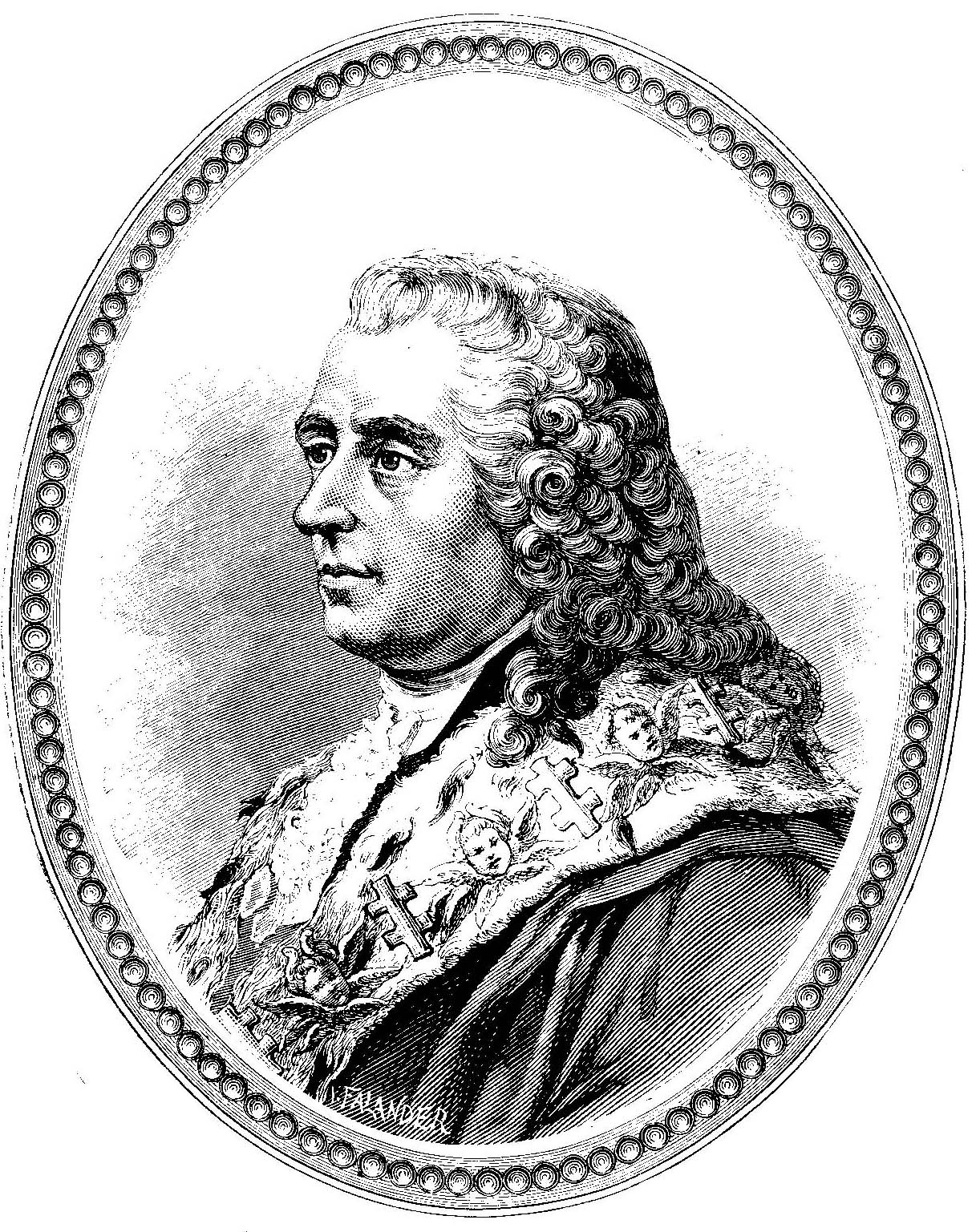
Carl Gustaf Tessin, Wiedeń (1725-1726 i 1734-1745), Paryż (1739-1742), Kopenhaga (1743) i Berlin (1744-1746)
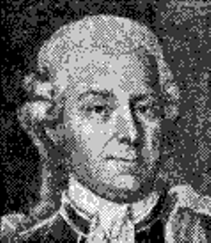
Ulrik Celsing (1731-1805), Stambuł, 1772-1779, Drezno 1779-1783, Wiedeń 1786-1789
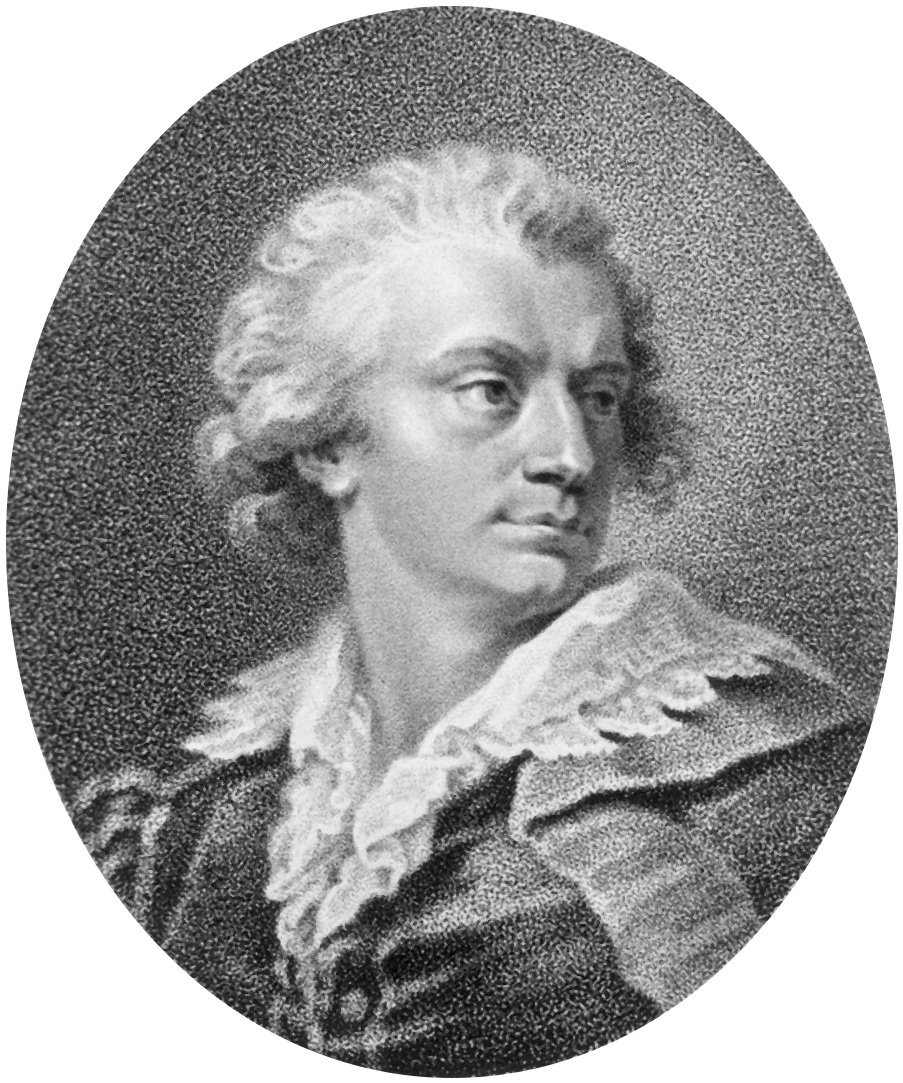
Lars von Engeström, (Wiedeń 1782-1787, Warszawa 1788-1792, Londyn 1793-1795, Wiedeń 1796, Berlin 1798-1803)

## Szwedzcy przedstawiciele na sejmy Rzeszy przed zjednoczeniem Niemiec

### Rzesza Niemiecka
- 1648 Erik Dahlbergh
- 1798–1799 Evert Wilhelm Taube

## Szwedzcy ambasadorzy w krajach niemieckich przed zjednoczeniem Niemiec

### Brunszwik-Lüneburg
- 1705 Carl Gustaf Friesendorff

### Elektorat Hanoweru
- 1699 Henning von Strahlenheim
- 1699–1711 Carl Gustaf Friesendorff

### Królestwo Prus
- 1698–1700 Anders Leijonstedt
- 1703–1710 Anders Leijonstedt (towarzyszył mu Herman Cedercreutz)
- 1705–1707 Johannes Rosenhane
- 1712–1715 Carl Gustaf Friesendorff
- 1719 Herr Kirbach
- 1740–1743 Gustaf Zülich
- 1743 Henning Gyllenborg
- 1744–1746 Carl Gustaf Tessin
- 1787–1794 Christian Eherenfried von Carisien
- 1798–1803 Lars von Engeström

### Saksonia
- 1706 Josias Cederhielm
- 1729–1732 Gustaf Zülich
- 1779–1783 Ulrik Celsing

## Szwedzcy ambasadorzy w Niemczech zjednoczonych

### II Rzesza
- 1871-1873 Frederik Due
- 1874-1886 Gillis Bildt
- 1886-1899 Alfred Lagerheim
- 1900-1909 Arvid Taube
- 1909-1912 Eric Trolle
- 1912-1916 Arvid Taube
- 1917-1923 Hans von Essen
- 1923-1925 Fredrik Ramel
- 1925-1937 Einar af Wirsén

### III Rzesza
- 1937–1945 Arvid Richert

### NRD
- 1982 Erik Virgin
- 1982–1985 Rune Nyström
- 1985–1989 Henrik Liljegren
- 1989 Vidar Hellner

### RFN
- 1956 Ole Jödahl
- 1962 Nils Montan
- 1972–1983 Sven Backlund
- 1983–1990 Lennart Eckerberg
- 1990–1994 Torsten Örn
- 1994–1996 Örjan Berner
- 1996–2000 Mats Hellström
- 2000–2006 Carl Tham
- 2006–obecnie Ruth Jacoby